# Nové Město
Nové Město ("Den Nye By") er en bydel i Prag beliggende i en halvbue øst og syd for Staré Město ("Den Gamle By"). Mod syd støder den op til en anden tidligere selvstændig by, Vyšehrad, fulgt af, mod sydøst og videre opad, bydelene Vinohrady og Žižkov.

## Historie
Nové Město blev grundlagt af Karl 4. i 1348, hvor Den Gamle By var vokset til bristepunktet inden for de volde, der omkransede den. Karl anlagde derfor Den Nye By (som indtil 1784 havde selvstændige byprivilegier) på et areal uden for voldene. Der var afsat tre gange så meget plads til Nové Město som til Staré Město, og Karl, der på det tidspunkt endnu blot var bøhmisk konge, flyttede sin residens fra Prags borg til et nyt slot i Nové Město tæt på overgangen til Staré Město. Den Nye By blev omkranset af en ny bymur, som Karl lagde grundstenen til 26. maj 1348. Denne mur var højt prioriteret som beskyttelse af de to byer og stod færdig allerede efter to år.
Efterhånden voksede også Nové Město sig stor, og da Prag formelt blev til én by i 1784, bidrog Nové Město betydeligt til dens størrelse. Bydelen har været ramt af ødelæggelser i form af krig og storbrande, så der er ikke mange minder tilbage fra den oprindelige by. Men senere opgangstider har givet byen en række markante nyere bygningsværker.
Blandt de få tidlige bygninger er Det Nye Rådhus, der blev opført i den nye bydel, og her fandt den første udsmidning af byrådet sted i 1419. Blandt andre begivenheder i bydelen kan nævnes en række store demonstrationer på Václavské náměstí. Første gang var i forbindelse med udråbelsen af Tjekkoslovakiet som republik i 1918, senere kom store nazistiske demonstrationer kort før og i starten af anden verdenskrig, og snart efter i forbindelse med befrielsen fulgte tilsvarende nationalistiske demonstrationer i 1945. 
Efter Prags forår, som blev slået ned af Warszawapagttropper anført af Sovjetunionen i 1968, fandt en stor national fejring med stærke politiske undertoner sted med op imod 150.000 deltagere, da Tjekkoslovakiets ishockeylandshold to gange havde slået Sovjetunionen under VM i 1969. Ødelæggelser af Aeroflots kontor i gaden, startet af agent provocateurs, gav anledning til repressalier og efterfølgende stramninger af kommunisternes magt. Som en udløber heraf satte studenten Jan Palach ild til sig selv på pladsen i protest mod den sovjetiske besættelse af landet.
De seneste store demonstrationer på pladsen fandt sted under fløjlsrevolutionen i 1989, der førte til sammenbrud af den kommunistiske regering.

## Seværdigheder
Det mest markante i Nové Městos bybillede er den 750 m lange og 60 m brede Václavské náměstí, en plads, der fungerer som et af det nuværende Prags forretningsmæssige centre. Her findes en lang række moderne forretninger afvekslende med hoteller, restauranter og underholdningsetablissementer. Pladsen, der oprindeligt på Karl 4.'s tid fungerede som hestemarked, har primært bygninger fra midten af det 19. århundrede og frem til starten af det 20. århundrede. Ved den sydøstlige ende af pladsen findes statuen af byens skytshelgen Sankt Václav som vartegn foran Nationalmuseet. 
Det andet hovedstrøg går langs den gamle byvold mod Staré Město og hedder mod syd Národní, og efter mødet med Václavské náměstí bliver den til Na příkopě, der er gågade med mange forretninger. Ved Národní helt ned mod Vltava finder man Nationalteatret samt Laterna Magika.
Endelig kan man finde Det dansende Hus i bydelen syd for Nationalteatret ud mod floden. Huset er tegnet af den tjekkiske arkitekt Vlado Milunić i samarbejde med canadieren Frank Gehry og opført i perioden 1994-96. Huset bruges som kontorbygning.
50°04′37″N 14°25′34″Ø / 50.077°N 14.426°Ø